# Záměl
Záměl är en ort i Tjeckien. Den ligger i den östra delen av landet, 130 km öster om huvudstaden Prag. Záměl ligger 294 meter över havet och antalet invånare är 586.
Terrängen runt Záměl är platt åt nordväst, men åt sydost är den kuperad. Záměl ligger nere i en dal. Runt Záměl är det ganska tätbefolkat, med 72 invånare per kvadratkilometer. Närmaste större samhälle är Ústí nad Orlicí, 15,2 km söder om Záměl. Omgivningarna runt Záměl är en mosaik av jordbruksmark och naturlig växtlighet.